# Il romanzo dell'infaticabile cavaliere
Il romanzo dell'infaticabile cavaliere (Rough-Riding Romance) è un film muto del 1919 diretto da Arthur Rosson. Prodotto dalla Fox, aveva come interprete principale Tom Mix, famoso cowboy dello schermo, che affiancato dal suo fedele cavallo Tony, si esibiva in una serie di evoluzioni acrobatiche. Gli altri interpreti erano Juanita Hansen, Pat Chrisman, Spottiswoode Aitken, Jack Nelson, Sid Jordan, Frankie Lee, Buck Gebhart.

## Trama

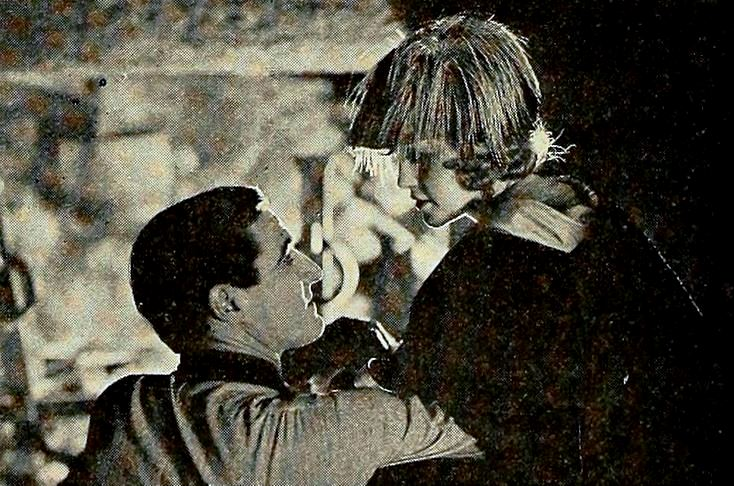
Tom Mix e Juanita Hansen

Casaro sognatore e abile cowboy, Phineas Dobbs diventa improvvisamente ricco quando nei suoi terreni viene trovato il petrolio. L'occasione è buona per organizzare una grande festa a cui invita l'intera città. Quando Phineas vede per la prima volta una bellissima sconosciuta molestata dal bullo locale, non può fare a meno di difenderla da quel malnato, e lei lo invita a seguirla a San Francisco. Phineas scoprirà che la sconosciuta è una principessa nei guai: suo padre, il re, è stato rapito per obbligarla a sposare il membro di una società segreta che vuole, con le nozze, salire al trono. Phineas, coadiuvato da Tony, il suo fedele destriero, riuscirà a salvare la ragazza e il papà di lei. La principessa, poi, deciderà di rinunciare al trono per raggiungere il cowboy e diventare così la signora Dobbs.

## Produzione
Il film fu prodotto dalla Fox Film Corporation con il titolo di lavorazione The Romance of Cow Hollow. Fu il primo della Tom Mix Series che l'attore avrebbe girato per la Fox.

## Distribuzione

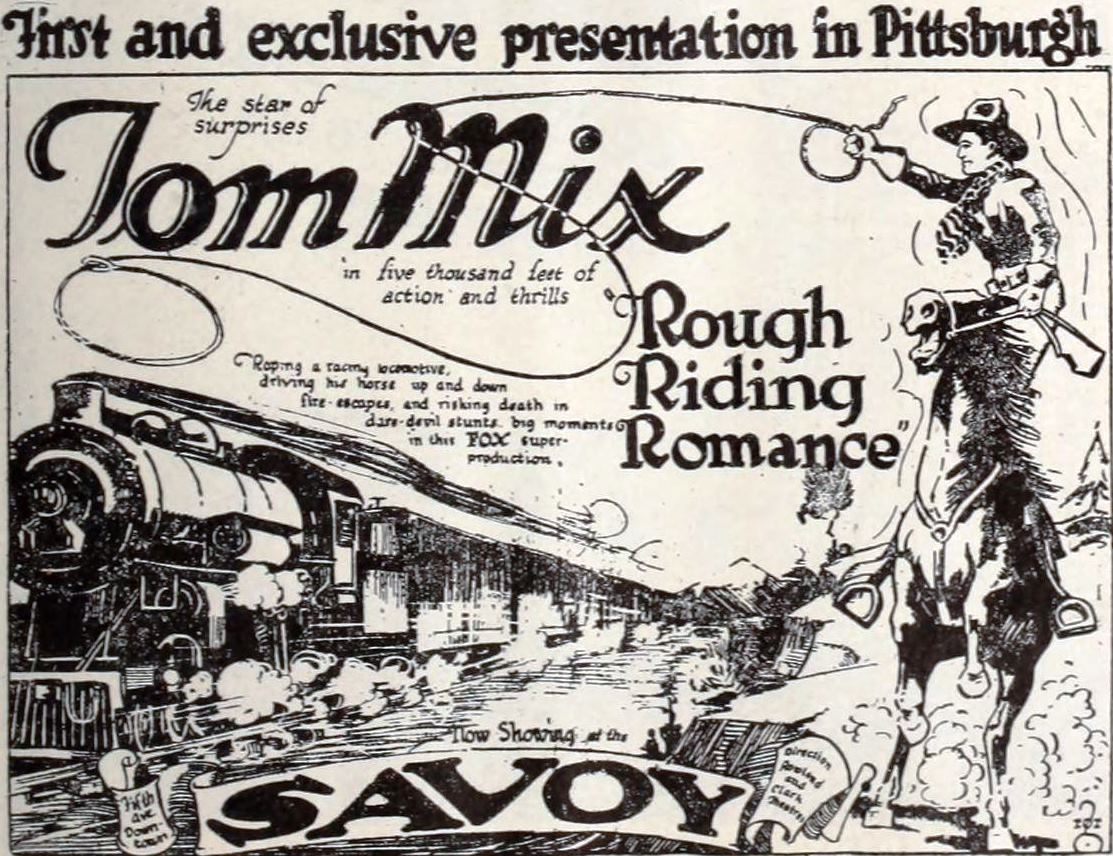
Pubblicità su Exhibitors Herald (3 gennaio 1920)

Il copyright del film, richiesto da William Fox, fu registrato il 24 agosto 1919 con il numero LP14128.
Distribuito dalla Fox Film Corporation, il film uscì nelle sale statunitensi il 24 agosto 1919. In Danimarca, fu distribuito il 21 agosto 1922 con il titolo Prærie-Ulven. In Italia, distribuito dalla Fox, ottenne nel marzo 1923 il visto di censura numero 17958.

### Conservazione
Gran parte della pellicola è andata perduta. Se ne conservano solo alcuni frammenti di circa un rullo (positivo 35 mm in nitrato).